# Adolphe Quetelet
Lambert Adolphe Jacques Quételet (22 februarie 1796 – 17 februarie 1874) a fost un astronom, matematician, statistician și sociolog belgian.
Adept a lui Laplace, a fost membru al Academiei de Științe din Bruxelles, președinte al Comisiei centrale de statistică a Belgiei.
A avut merite deosebite în organizarea statisticii pe plan național și internațional, fiind considerat întemeietorul statisticii sociale moderne.
Quételet a combătut reprezentările și interpretările religioase în domeniul fenomenelor sociale și morale și a emis teoria omului mediu, fiind combătut de filozofii și statisticienii contemporani.

## Traduceri
- Elemente de astronomie, 1873
- Ghenadie Enaceanu, Adolphe Quételet, Spiru C. Haret, Principii de filosofia (sic), București Iași: Tipografia Uvrierilor asociați, 1868.

1. 1 2  MacTutor History of Mathematics archive, accesat în 22 august 2017
2. 1 2 3  Autoritatea BnF, accesat în 10 octombrie 2015
3. 1 2  Lambert Adolphe Jacques Quetelet, KNAW Past Members, accesat în 9 octombrie 2017
4. 1 2  Jacques-Adolphe-Lambert Quetelet, www.accademiadellescienze.it, accesat în 1 decembrie 2020
5. ↑  Adolphe Quetelet, ODIS
6. 1 2  www.accademiadellescienze.it, accesat în 1 decembrie 2020
7. 1 2   http://tnk.krakow.pl/czlonkowie/quetelet-adolphe/, accesat în 30 august 2022 Lipsește sau este vid: |title= (ajutor)
8. ↑  Adolphe Quetelet, SNAC, accesat în 9 octombrie 2017
9. ↑  Cimetière de Bruxelles (PDF) (în franceză), Bruxelles
10. ↑  Genealogia matematicienilor
11. ↑  List of Royal Society Fellows 1660-2007 (PDF), p. 293